# Le Démon qui dansait la gigue
Le Démon qui dansait la gigue (titre original : The Mystery of the Dancing Devil) est un roman de Robert Arthur et de William Arden, paru en 1976 chez Random House aux États-Unis, faisant partie de la série policière pour adolescents Les Trois Jeunes Détectives.
Traduit par Claude Voilier, avec des illustrations de Jacques Poirier, le roman est paru une première fois en France en 1978 dans la Bibliothèque verte, puis en 1998 dans le cadre d'une réédition.
La rédaction du roman fut attribuée à Alfred Hitchcock pour des motifs publicitaires et de marketing dans les éditions de 1976 à 1984.

## Résumé
« Les trois jeunes détectives » (Hannibal, Peter et Bob) sont amenés à enquêter de la manière la plus inattendue qui soit : la jeune Winnie, six ans, s'est fait voler sa poupée Anastasie par un homme avec une cape noire. Ce qui se présente sous un angle peu important devient plus sérieux quand les trois jeunes gens découvrent que le père de Peter Crentch vient de se faire dérober un appareil de projection par un homme avec une cape noire. Or la poupée comme l'appareil de projection étaient transportés dans des attachés-case noirs. Serait-on face à un voleur obsédé par le vol de valises ?
Les Trois Détectives font savoir au voisinage qu'ils ont trouvé une telle valise et se mettent à surveiller, la nuit suivante, le local d'entrepôt de l'oncle Titus. Le voleur fait son apparition et s'empare de la valise. Celle-ci est un « appât » contenant un puce émettrice qui permet de la suivre à distance. Alors qu'ils arrivent près de la plage, un immense démon hirsute et effrayant, avec des cornes, des yeux rouges, des colliers magiques, poussant des cris démoniaques, les effraie. Le Démon pousse ses cris effrayants tout en dansant de manière désordonnée. Les adolescents prennent peur et le voleur s'enfuit.
Par déductions, Hannibal reconstitue ce qu'il s'est passé : le voleur avait un bien précieux dans une mallette noire et a eu un accident. La valise a été projetée à l'extérieur du véhicule et l'homme ne s'en est rendu compte que bien plus tard. C'est pourquoi il a volé dans le quartier des valises ressemblant à celle qu'il transportait (valise contenant la poupée de Winnie, valise contenant l'appareil du père de Peter).
La suite de leur enquête auprès de Frankie Bender, un adolescent qui avait récupéré la mallette convoitée, leur permet d'apprendre que celle-ci contenait une précieuse statuette ancienne. Or Frankie Bender, justement, vient de se faire voler cette statuette ! L'ayant décrite aux aventuriers, ces derniers s'aperçoivent que cette statuette ressemble au « démon » qui les a effrayés la veille au soir ! En quelque sorte, c'était la statue volée, mais en cent fois plus grande et vivante. Alors qu'ils sortent du repaire de Frankie, les adolescents sont de nouveau attaqués par le Démon en question. La voie prétend être « le Grand Khan de la Horde d'or ».
Des recherches approfondies leur apprennent que la statuette existe et qu'elle est la propriété du millionnaire H. P. Clay, qui justement habite non loin de là. Les Trois Détectives décident de rendre visite à ce riche collectionneur. Arrivés à destination, l'homme n'est pas là mais ils sont introduits auprès de son fils, James Clay. Ils lui expliquent le motif de leur visite. James confirme que son père est effectivement le propriétaire de la statuette recherchée mais, selon lui, elle n'a jamais été volée. James les emmène contempler le musée personnel du millionnaire. Mais surprise : la statuette a effectivement disparu...